# Cayo Sabinal
Cayo Sabinal es una isla de la costa norte de Cuba, que administrativamente forma parte de la provincia de Camagüey, posee 335 km² de superficie aproximadamente.
Es la isla más al sur del archipiélago de Jardines del Rey, se localiza al norte de la bahía de Nuevitas, al este de Cayo Guajaba, la bahía de Gloria y el océano Atlántico. Al norte de esta isla se encuentra el canal viejo de las Bahamas y al oeste el canal de Carabelas.
La isla es un popular destino turístico, las atracciones dentro de este cayo incluyen Punta Piedra y Playa Los Pinos.